# Тропикамид
Тропикамид (англ. Tropicamide) — М-холиноблокатор, блокирует рецепторы сфинктера, радужной оболочки и цилиарной мышцы, вызывая кратковременный мидриаз и паралич аккомодации. Используется в офтальмологии для исследования глазного дна, определения рефракции методом скиаскопии, а также при воспалительных процессах и спазмах в камерах глаза. Применяется в виде глазных капель. Также может использоваться при диагностике деменции альцгеймерского типа, как мускариноблокатор - вещество, вызывающее мидриаз (по динамике расширения и сужения зрачка можно судить о состоянии сосудов глазного дна и прогнозировать угрозу болезни). Внесен в список сильнодействующих и ядовитых веществ.

## Фармакологическое действие
Начало действия — 5 мин, оптимальное время для исследования рефракции глаза — 25–40 мин (для 0,5 % раствора) и 25–30 мин — после повторного закапывания (для 1 % раствора). Максимальное расширение зрачка сохраняется 1 ч (для 0,5 % раствора) и 2 ч (для 1 % раствора). Исходная ширина зрачков восстанавливается через 6 ч.

### Противопоказания
Гиперчувствительность, глаукома (особенно закрытоугольная), повышенное внутриглазное давление. C осторожностью: беременность, период лактации, период грудного вскармливания.

## Побочные действия
Аллергические реакции, повышение внутриглазного давления, парез аккомодации, фотофобия. Системные побочные эффекты: головная боль, психотические реакции, тахикардия, снижение АД, гипертермия, сухость во рту, дизурические явления, депрессивное состояние.
Данный препарат иногда используется внутривенно в объемах, на порядок больше медицинских, инъекционными наркоманами в комбинации с различными видами наркотиков для усиления эйфорических ощущений. Токсичность, влияние на организм и психику человека при таком способе употребления тропикамида на данный момент не изучены, но могут быть чрезвычайно опасными.

## Передозировка
В случае передозировки возможно лечение: в качестве антидота — физостигмина салицилат (0,03 мг/кг в/в медленно), бензодиазепины, бета-адреноблокаторы, для устранения гипертермии — холодные компрессы. Для купирования системного действия фенилэфрина – α-адреноблокаторы (5-10 мг феноламина внутривенно, при необходимости инъекцию повторяют).

## Способ применения и дозы
Субконъюнктивально. Для расширения зрачка закапывают по 1 кап. и еще 1 кап. — через 5 мин, при трехразовом закапывании через 10 мин можно проводить офтальмоскопию. Для скиаскопии закапывают 6 раз через 5–10 мин, через 1 ч наступает паралич аккомодации. В лечебных целях (вместо атропина или скополамина) закапывают по 1–2 кап. до 6 раз в день.

## Особые указания
В период лечения нельзя носить мягкие контактные линзы. Капли следует закапывать в нижний конъюнктивальный мешок. Для уменьшения резорбтивного действия рекомендуется легкое надавливание пальцем на область слезных мешков в течение 2–3 мин после закапывания. В период лечения необходимо соблюдать осторожность при вождении автотранспорта и занятии др. потенциально опасными видами деятельности, требующими повышенной концентрации внимания и быстроты психомоторных реакций.

## Взаимодействие
Адреномиметики усиливают эффект, м-холиностимуляторы — ослабляют. Трициклические антидепрессанты, фенотиазины, амантадин, хинидин, антигистаминные препараты повышают вероятность развития системных побочных действий.

## Стереохимия
Тропикамид содержит стереоцентр и состоит из двух энантиомеров. Это рацемат, т. е. смесь 1: 1 ( R ) - и ( S ) - форма:
| Энантиомеры тропикамида | Энантиомеры тропикамида |
| ----------------------- | ----------------------- |
| CAS-Nummer: 92934-63-9  | CAS-Nummer: 92934-64-0  |

1. ↑  Rote Liste Service GmbH (Hrsg.): Rote Liste 2017 – Arzneimittelverzeichnis für Deutschland (einschließlich EU-Zulassungen und bestimmter Medizinprodukte). Rote Liste Service GmbH, Frankfurt/Main, 2017, Aufl. 57, ISBN 978-3-946057-10-9, S. 224.